# 914 Palisana
914 Palisana è un asteroide della fascia principale del diametro medio di circa 76,61 km. Scoperto nel 1919, presenta un'orbita caratterizzata da un semiasse maggiore pari a 2,4577284 UA e da un'eccentricità di 0,2134412, inclinata di 25,22387° rispetto all'eclittica.
Il suo nome è in onore dell'astronomo austriaco Johann Palisa.